# Diradops azopa
Diradops azopa là một loài tò vò trong họ Ichneumonidae.